# قانون العملة لعام 1965
قانون العملة لعام 1965، 254، صدر في 23 يوليو/تموز 1965، وألغى الفضة من العُملات المعدنية فئة العشرة سنتات و الربع دولار المتداولة في الولايات المتحدة. كما أدى ذلك إلى خفض محتوى الفضة في نصف الدولار من 90 في المائة إلى 40 في المائة؛ وألغى بعد ذلك الفضة في نصف الدولار بموجب قانون صدر عام 1970.
هناك نقص في العُملة المعدنية بدأ في عام 1959، فقام مكتب سك العُملة في الولايات المتحدة بتوسيع الإنتاج لمحاولة تلبية الطلب. كانت أوائل الستينات فترة ازدياد استخدام الفضة سواء في السك أو في الصناعة، مما وضع ضغطًا على سعر الفضة الذي كان محدودًا عند أكثر من 1.29 دولار للأونصة من خلال مبيعات الحكومة عند هذا السعر. كانت الفضة في قيمة دولار من العُملة المعدنية (الكوارتير) ستكون أكثر قيمة كسبائك منها كأموال إذا ارتفع سعر المعدن إلى أكثر من 1.38 دولار للأونصة، مما أدى إلى تخزين واسع النطاق للعُملات الفضية. دفع الطلب على نصف دولار كينيدي كتحفة جمعه إلى إخراجه من التداول بعد ظهوره في عام 1964. قام مكتب سك العُملة بزيادة الإنتاج، مما ساعد في تقليص النقص في العُملات بحلول مايو/أيار 1965، ولكن مخزونات الحكومة من الفضة كانت تُستنفد بسرعة وهددت بالنفاد بحلول عام 1968. بعد دراسة موسعة من وزارة الخزانة، أوصى الرئيس ليندون بي. جونسون في يونيو/حزيران 1965 بأن يمرر الكونغرس تشريعًا يسمح بالعُملات المعدنية بدون فضة (ديماس وكوارتير)، ونصف دولارات فضية أقل نقاوة. على الرغم من وجود بعض المعارضة، خصوصًا من المشرعين الذين يمثلون ولايات التعدين الغربية، تقدم المشروع بسرعة في الكونغرس و أقر بتوقيع جونسون في 23 يوليو/تموز 1965.
بدأت العملات الجديدة في دخول التداول في أواخر عام 1965، مما ساعد في تخفيف النقص. تداولت جنبًا إلى جنب مع نظيراتها الفضية لفترة من الوقت، بدأت العُملات الفضية تُخزّن ابتداءً من عام 1967 بعد أن أنهت وزارة الخزانة جهودها للحفاظ على انخفاض أسعار الفضة. كما حظر القانون أيضًا إنتاج الدولارات الفضية حتى عام 1970 على الأقل.

## خلفية
أنشأ قانون العملة لعام 1792 دار سك العملة في الولايات المتحدة، وجعل الذهب والفضة عُملة قانونية. يعني إن أي شخص كان بإمكانه تقديم السبائك إلى دار سك النقود في فيلادلفيا واستلامها مرة أخرى، على شكل عُملات معدنية. و نص قانون عام 1792 على إصدار ستة عُملات فضية بقيمة تتراوح بين خمسة سنتات ودولار واحد، كما حدد أوزانها و نقاوتها. إن جعل الدولار مساوٍ لكميات معينة من الذهب والفضة جعل العملة عرضة للتغيرات في أسعار المعادن الثمينة، تدفقت العُملات المعدنية الأمريكية إلى الخارج للذوبان حتى جرت تعديلات على حجمها ووزنها في عام 1834 ومرة أخرى مع قانون العملات المعدنية لعام 1853، عندما قُللت كمية السبائك في العُملات الفضية التي تقل قيمتها عن دولار واحد. إن حقيقة أن العملة المعدنية من فئة العشرة سنتات، وربع الدولار، وغيرها من العُملات الفضية الأصغر حجمًا تحتوي على كمية أقل من الفضة بما يتناسب مع الدولار ساعدت في إبقاء هذه العُملات في التداول.
مع قانون سك العملة لعام 1873، لم يعد الدولار يعادل كمية محددة من الفضة، وهو تغيير قانوني جرى بحيث مع انخفاض سعر الفضة مع زيادة الإنتاج الأمريكي، لم تتمكن شركات التعدين من تقديم سبائكها إلى دور السك واستلامها مرة أخرى، مضروبة في دولارات فضية تساوي أكثر من قيمتها كمال مما هي عليه كمعادن. بحلول فترة ما بعد الحرب العالمية الثانية، كان مكتب سك العُملة يسك العُملات المعدنية الثمينة الثلاثة المتبقية، هي الديم، الربع و النصف دولار، بنسبة 90% من الفضة- لم يُسك الدولار منذ عام 1935 ولم يُداول إلا قليلاً خارج بعض الولايات الغربية مثل نيفادا و مونتانا. كان المعدن في الدولار الفضي يستحق أكثر كسبائك منه كعُملة فوق 1.2929 دولار للأونصة؛ ستكون العُملات المعدنية الأصغر جذابة للبوتقة التي تزيد عن 1.38 دولار للأونصة.
بدءًا من عام 1934، حُدد سعر الفضة في الولايات المتحدة بشكل فعال من قِبل الحكومة كانت تدعم هذا السعر من خلال عمليات شراء و بيع المعدن؛ في عام 1934 كان سعره 0.45 دولارًا للأونصة. في عام 1958، مع عودة سبائك الإقراض و التأجير، وصل مخزون الخزانة من الفضة إلى 2.1 مليار أونصة طروادة؛ بدأت في عرض المعدن بسعر 0.91 دولار للأونصة على الجمهور، على الرغم من تحذيرات مؤتمر حكام الغرب من عدم وجود ما يكفي من الفضة لإجراء هذه المبيعات و الحفاظ على عمليات سَك العُملات.
لقد تضاعف الاستهلاك العالمي للفضة بين عامي 1958 و 1965، ولكن الإنتاج زاد بنسبة 15 في المائة فقط. تشمل الاستخدامات الصناعية للفضة الأفلام الفوتوغرافية، البطاريات، والمكونات الإلكترونية. في الوقت نفسه، زاد إنتاج دار سك العُملة من العُملات الفضية مع محاولتها تلبية الطلب؛ استخدمت 111.5 مليون أونصة تروي من الفضة في العُملات المعدنية في عام 1963، ارتفاعًا من أكثر من 38 مليونًا في عام 1958. على الرغم من زيادة الطلب، فقد قُيدت أسعار الفضة بحقيقة أن الخزانة كانت تسترد شهادات الفضة: وهي أموال ورقية قابلة للاستبدال بالدولارات الفضية (أو ما يعادلها من السبائك، 0.7734 أونصة طروادة)، وبالتالي وضع سقف عند 1.29 دولار للأونصة في السوق. وبدون الحكومة كمورد الملاذ الأخير، فإن سعر الفضة سوف يرتفع، مما يجعل من المُربح على الأرجح إذابة ليس فقط الدولارات الفضية، و لكن العُملات الفضية الثانوية كذلك. وفي عام 1963، بلغت الفجوة بين الإنتاج والاستهلاك في العالم غير الشيوعي 209 ملايين أونصة. أقل بقليل من الإنتاج العالمي (210 مليون أونصة)، ُسددت هذه الفجوة من خلال بيع فضة الخزانة بسعر 1.29 دولار للأونصة. حتى ارتفاع سعر الفضة ربما لم يكن ليؤدي إلى قفزة كبيرة في الإنتاج، حيث حصل على الفضة في الغالب كمنتج ثانوي في تعدين المعادن الأخرى، مثل النحاس والرصاص.
أنهى مكتب دار سك العُملة في عام 1955 عمليات سك العُملة في دار سك العملة في سان فرانسيسكو، معتبرًا إنه من الأرخص تزويد الساحل الغربي بالعُملات المعدنية من دنفر. حديث دار سك العملة في دنفر (التي افتتحت في عام 1906) مرتين، على النقيض من دار سك العُملة في فيلادلفيا القديمة، والتي بَنت في عام 1901، معظم معداتها النقدية تعود إلى ذلك الوقت. أحبطت خطط إنشاء منشأة بديلة عدة مرات بسبب الصراعات السياسية، حيث بحث عن دار سك جديدة ليس فقط من قبل مدن مختلفة، لكن من قبل أحياء مختلفة من مدينة فيلادلفيا.

## نقص العملات
في فترة ما بعد الحرب، كان من المعروف وجود نقص عرضي في العُملات المعدنية، في كثير من الأحيان على المستوى المحلي و الموسمي، عادة ما يكون لفترة قصيرة. من المحتمل أن يؤثر النقص على إحدى الفئات الخمس (السنت، النيكل، الدام، الربع، ونصف الدولار) التي تُسك للتداول. كانت بنوك الاحتياطي الفيدرالية ("البنك الفيدرالي")، المسؤولة عن الحصول على العُملات المعدنية من دار سك العُملة وتوزيعها عند الطلب على البنوك الأعضاء، تؤدي أيضًا وظيفة استلام العُملات المعدنية التي لا تحتاج إليها من هذه البنوك، وهي العملية المعروفة باسم "التدفق العكسي". ارجعت العُملات المعدنية من البنوك التجارية إلى بنك الاحتياطي الفيدرالي، تعالجت و نُظفت، ثم أرسلت إلى البنوك التي تحتاجها. مثلت هذه القطع المعاد تدويرها الجزء الأكبر مما شحنه بنك الاحتياطي الفيدرالي، وربما كان خمسها فقط من العُملات الجديدة.
اعتادت البنوك على الاحتياجات الموسمية للعُملات المعدنية، كما هو الحال بالنسبة للأرباع والنصف دولار في ميشيغان لدفع سعر 75 سنتًا التقليدي للعمال، وعلى التفضيلات المحلية؛ على سبيل المثال، لم تكن نصف الدولارات شائعة في نيويورك، حيث فُضلت ربعين بدلاً منها. بدءًا من أواخر عام 1959، فشلت دار سك العُملة في توفير ما يكفي من العُملات المعدنية لتلبية الطلب، وفرض بنك الاحتياطي الفيدرالي، من خلال بنوكه وفروعه المحلية، نظام الحصص. بحلول عام 1963، كان هناك تقنين لجميع الفئات، حيث كانت البنوك التجارية (وعملائها من الأفراد) تتلقى أقل مما تحتاج إليه. هناك نقص واسع النطاق في بعض الطوائف خلال موسم التسوق في عام 1962. تقليديا، الطلب الكبير على العُملات المعدنية في أواخر العام يؤدي إلى تدفق كميات كبيرة من العُملات المعدنية في الشتاء، ولكن في أوائل عام 1963، لم يعد سوى عدد قليل من العُملات المعدنية إلى البنوك أو إلى بنك الاحتياطي الفيدرالي. واقترح المسؤولون إن المسؤولية قد تقع على عاتق جامعي العُملات المعدنية و المستثمرين، فضلاً عن العُملات المعدنية غير المجمعة المتبقية في ملايين آلات البيع في البلاد. قامت الدار بزيادة الإنتاج إلى نوبات عمل على مدار الساعة في فيلادلفيا و دينفر. وافقوا على إنشاء دار سك عُملة جديدة في فيلادلفيا في عام 1963، على الرغم من تأجيل تأريخ الافتتاح المأمول في عام 1966 إلى عام 1967 (افتتح في النهاية في عام 1969).
لم يتراجع النقص في العُملات المعدنية خلال عام 1963. على الرغم من الإنتاج الضخم الذي حققته دارا سك العُملة، لم يشهد أوائل عام 1964 سوى تدفق ضئيل، مما أثار قلق بنك الاحتياطي الفيدرالي. وأظهرت التحقيقات إن البنوك وعملائها التجاريين كانوا يحتفظون بالعُملات المعدنية خوفًا من نقصها. سُحبت العديد من العُملات الفضية من التداول من قبل الناس الذين يعتقدون أن سعر هذا المعدن سوف يرتفع.
بدأت وزارة الخزانة بسحب شهادات الفضة من التداول، استبدالها بأوراق نقدية صادرة عن الاحتياطي الفيدرالي . ساعد في تحرير الفضة التي لم يعد من الضروري الاحتفاظ بها كدعم للشهادات، وقامت وزارة الخزانة باستردادها بسبائك الفضة بدلاً من عُملات الدولار بعد مارس/آذار 1964، عندما توقفت عن دفع الدولارات الفضية. لقد أدى ذلك إلى استنفاد المخزون الذي كان يقل قليلاً عن 273 مليونًا في عام 1954. كان هناك تدافع على الخزانة للحصول عليها؛ كان بإمكان المواطنين الحصول على ما يصل إلى 50 ألفًا في اليوم، لم يكن الدفع بشهادات فضية مطلوبًا. في المشاهد التي صورت كثيرًا في مبنى الخزانة في واشنطن، ظهر المواطنون ومعهم عربات يدوية وحراس مسلحون وحتى سيارات مدرعة لنقل الفضة. الدولارات الفضية المتبقية المحفوظة في الخزانة (2,970,928 اعتبارًا من 20 مايو/أيار 1965) ذات قيمة نقدية عالية؛ في عام 1970، سَمح الكونغرس ببيعها بسعر أعلى لهواة الجمع.
أدى اغتيال الرئيس كينيدي في نوفمبر/تشرين الثاني 1963 إلى دعوات لتكريمه بوضع صورة له على إحدى العُملات المعدنية المتداولة، وافقوا على نصف دولار كينيدي من قِبل الكونغرس في 30 ديسمبر/كانون الأول عندما اصدر 26 مليون قطعة نقدية جديدة في 24 مارس/أذار 1964، خُزنت على الفور، سواء من قِبل المستثمرين أو من قِبل أولئك الذين يريدون تذكارًا لكينيدي، لم يتحسن الوضع مع إنتاج المزيد من العُملات المعدنية. وبالتالي، أصبح ثلث كمية الفضة القياسية التي استخدمت في سك العُملات المعدنية عام 1964، والتي بلغت 202.5 مليون أونصة، عبارة عن عملات معدنية لم تداول. سمح الكونغرس للدار بمواصلة سك القطع التي يعود تاريخها إلى عام 1964 حتى عام 1965، على أمل أن تصبح غير جديرة بالوضع جانبًا.
في أغسطس/آب 1964، أقر الكونغرس مخصصات مالية مخصصة لاستخدامها في سك 45 مليون دولار فضي. كان زعيم الأغلبية في مجلس الشيوخ، مايك مانسفيلد، من ولاية مونتانا ذات الدخل المرتفع، أصر على إجراء عملية سك العُملة. قامت دار سك النقود بضرب أكثر من 300 ألف قطعة نقدية تحمل تصميم دولار السلام وتأريخ 1964، في مايو/أيار 1965، لكن بسبب الاحتجاج العام بأن هذه القطع النقدية سوف تُخزن فقط، صُهرت. كان سك العُملة المعدنية بتوجيه من الرئيس ليندون جونسون؛ أدى التقلب اللاحق في موقفه بشأن هذه المسألة إلى عدم إعجاب عضو مجلس الشيوخ عن ولاية نيفادا آلان بايبل، هو مؤيد بارز لصناعة التعدين، بقيادة الإدارة في مسائل العُملات المعدنية، حيث شعر أن المسؤولين يتركون الفوضى للكونغرس لتصحيحها. قدم تشريعًا لحظر تخزين، تصدير و إذابة العُملات المعدنية الأمريكية، لكن مشروع القانون لم يذهب إلى أي مكان.
في هذه الأثناء، استمر النقص في العُملات المعدنية، مما وضع محلات السوبر ماركت و الصيدليات وغيرها من مؤسسات البيع بالتجزئة الكبيرة تحت ضغط كبير. لقد قامت سلسلتان في الغرب الأوسط بتكليف إصدار أوراق نقدية خاصة بهما، ولكن لم تُصدر أبدًا حيث حذرت وزارة الخزانة من إنها تعدت على الامتياز الفيدرالي في سك النقود. حثت المتاجر العملاء على فتح صناديق النقود و إحضار محتوياتها. كانت العُملات المعدنية التي يحصل عليها باعة الصحف و مشغلو آلات البيع و الكنائس على أطباق التبرعات مطلوبة بشدة من قِبل المتاجر والبنوك. كان هناك منافسة في هذا الصدد، حيث أراد المستثمرون أيضًا الحصول على العُملات المعدنية، وسُحبت من التداول.
بالإضافة إلى العُملات المتداولة، كان المستثمرون يرغبون في الحصول على قطع 1964 الجديدة (خصوصًا نصف الدولار)، وتطور سوق نشط لشراء اللفافات وحقائب القماش الكبيرة من العُملات في صفحات Coin World، حيث فحص الإعلانات في جلسات الاستماع في الكونغرس. عرضت بعض البنوك كميات كبيرة من العملات مقابل علاوة أو تبادل أكياس من العُملات القديمة مقابل الجديدة؛ لكن معظم البنوك رفضت، وفُصل موظفي البنوك الذين تعاونوا مع جامعي العملات المحتملين. أشار الكاتب في مجال العُملات ديفيد لانج إلى أن جمع العُملات الحديثة في اللفافات بلغ ذروته في عام 1964، واعتقد أن لوم هواة جمع العملات على النقص كان غير عادل.
قررت دار سك العُملة الاستعانة بمصادر خارجية لجزء من عملية صناعة العُملات، وتعهدت بإغراق الأمة بالعُملات المعدنية بحلول عام 1965. على الرغم من الحاجة المتزايدة إلى العُملات المعدنية في ظل تحسن الاقتصاد، تمكن التجار من تجاوز موسم العطلات لعام 1964 دون نقص حاد، على الرغم من توقف تداول نصف الدولار. وقد أفادت معظم مرافق بنك الاحتياطي الفيدرالي بوجود إمدادات كافية من السنتات والنيكل، مع استمرار بعض المرافق في نقص الديمات، الربع دولار، ونقص في نصف الدولار في كل مكان ــ كتب أحد مسؤولي بنك الاحتياطي الفيدرالي أن فرعه لم يشهد إيداع نصف دولار من قبل أي بنك منذ ثمانية أشهر.
أجرت وزارة الخزانة أبحاثاً موسعة، في مايو/أيار 1965 خلصت إلى أن الدولة لا تستطيع أن تستمر في استخدام هذا القدر الكبير من الفضة في عُملاتها. و اتخذ القرار بشأن العملات المعدنية المكسوة، ذات الوجوه المصنوعة من النحاس، النيكل و نواة النحاس النقي، باعتبارها المادة البديلة الأكثر مرغوبيه. ومن شأن هذه التركيبة أن تحل محل الفضة في آلات البيع، الأمر الذي لن يتطلب إجراء تعديلات شاملة. كان النحاس والنيكل متوفرين بسهولة، القيمة المنصهرة للعُملات المعدنية الجديدة أقل بكثير من قيمتها الاسمية. كانت المادة صلبة، مما سمح للتصاميم بالبقاء قابلة للتعرف عليها لفترات طويلة، وانتقلت دول أخرى، مثل المملكة المتحدة، من العُملات الفضية إلى العُملات النحاسية والنيكل. أجرت الدار اختبارات طويلة الأمد، لم تواجه أي مشاكل في الإنتاج.

## تشريع
في 3 يونيو 1965، أرسل الرئيس جونسون رسالة خاصة إلى الكونغرس، يطلب منه تمرير التشريع الذي يسمح بتصنيع العشرة سنتات و الربع دولار من المعادن الأساسية، وخفض محتوى الفضة في نصف الدولار إلى 40 في المائة. لن يتأثر الدولار الفضي في حال سُك أي منه، لم تكن هناك خطط للقيام بذلك. و أشار إلى أن المعدن المستخدم في سك العُملات الفضية كان يُسك من مخزونات الخزانة المتناقصة، و ليس من الفضة المستخرجة حديثاً، و أن السبائك الحكومية سوف تُستنفد بالكامل بحلول عام 1968. زعم جونسون إن المعدن الضروري للصناعة لا ينبغي أن يُهدر كوسيلة للتبادل. حث على تمرير مشروع قانون مرفق بالرسالة، و قال إن مشروع القانون من شأنه "ضمان عُملة مستقرة وكريمة، ملائمة تمامًا من حيث الكمية و في خصائصها التقنية المصممة خصيصًا لاحتياجات حياتنا في القرن العشرين. يُمكن الحفاظ عليها إلى أجل غير مسمى، بغض النظر عن مدى نمو الطلب على العُملة المعدنية".
بموجب اقتراح جونسون، لن يكون هناك تغيير في السنت أو النيكل، ولكن تصنيع العشرة سنتات و الربع دولار من تركيبة مكسوة، أي من النحاس و النيكل الملتصقين بنواة من النحاس الخالص؛ و نصف الدولار مكوناً من 80% من الوجوه الفضية، و تحتوي النواة على 21% من الفضة. كان للسبائك المغطاة خصائص كهربائية مماثلة للفضة، و بالتالي يمكن استخدامها في آلات البيع الموجودة. كما أرسل تقرير موظفي الخزانة الذي استندت إليه توصياته. كان من المتوقع صدور هذا التقرير في فبراير، و لكن أجيل مرارًا وتكرارًا، جزئيًا لأن وزير الخزانة المنتهية ولايته سي. دوغلاس ديلون شعر أن خليفته يجب أن يوافق على الخطة، لأنه سيتعين عليه أن يتعايش مع العواقب. كان السكرتير الجديد، هنري إتش فاولر، بحاجة إلى بعض الوقت لدراسة المشكلة، مما أدى إلى تأخير إصدار التقرير. إذا اعتمد، فإن مشروع القانون من شأنه أن يقلل الحاجة إلى الفضة في العملات الأمريكية بنسبة 90 بالمائة.
بدأت جلسات الاستماع بشأن مقترح الرئيس، المُقدم تحت اسم مشروع القانون رقم 8926، أمام لجنة البنوك و العُملات بمجلس النواب في الرابع من يونيو/حزيران. اعتبر رئيس مجلس إدارة اللجنة رايت باتمان، راعي مشروع القانون، إن المشروع يُقدم شيئًا للجميع، بما في ذلك دعم أسعار الفضة، على الرغم من إن المستخدمين الصناعيين يستفيدون أكثر من غيرهم، حيث تُحرر الفضة المستخدمة سابقًا في سك العُملات للاستخدام التجاري. أراد مُعظم أصحاب المصلحة في مجال الأعمال، بما في ذلك البنوك و مشغلي آلات البيع و قادة الشركات، إقرار مشروع القانون، لأنه أفضل من الوضع الحالي. في الحادي عشر من يونيو/حزيران، أصدرت اللجنة تقريرًا أوصت فيه بتمرير مشروع القانون، مع التعديلات التي تتطلب أن يكون نصف الدولار مصنوعًا من المعدن الأساسي، وتكون العُملات الفضية التي تُضرب خلال فترة الانتقال مؤرخة عام 1964، وحظر ضرب الدولارات الفضية لمدة خمس سنوات.
انعقد يوم واحد من جلسات الاستماع بشأن مشروع القانون رقم 2080، النسخة المقدَمة إلى مجلس الشيوخ، أمام لجنة المصارف و العملات التابعة لهذه الهيئة في 9 من يونيو/حزيران، برئاسة السيناتور عن ولاية فرجينيا أ. ويليس روبرتسون. سعى السيناتور بايبل و آخرون من الولايات التعدينية إلى الاحتفاظ بِالفضة في العُملة أو تضمين أحكام من مشروع قانون بايبل السابق الذي يحظر تخزين العُملات المعدنية، لكنهم لم ينجحوا. في 11 يونيو/حزيران، أصدرت لجنة مجلس الشيوخ تقريرا أوصت فيه بإقرار مشروع القانون، مع عِدة تعديلات، مُعظمها فنية بطبيعتها. يتطلب مشروع القانون من وزارة الخزانة شراء الفضة المستخرجة حديثًا في الولايات المتحدة بسعر 1.25 دولارًا للأونصة عند تقديمها من قِبل شركات التعدين؛ وقد وضع حد أقصى لمدة خمس سنوات على هذا.
نظر مجلس الشيوخ في مشروع القانون في الفترة ما بين 22 و 24 يونيو/حزيران 1965. فشلت محاولة تعديل اقترحها عضو مجلس الشيوخ عن ولاية رود آيلاند جون باستوري لإزالة الفضة بالكامل من نصف الدولار، بأغلبية 32 صوتًا مقابل 60 صوتًا. أراد عدد من أعضاء مجلس الشيوخ الاحتفاظ بالفضة في العُملات المعدنية من فئة العشرة سنتات و الربع سنت، دعوا إلى أن تكون هذه العُملات مصنوعة من 40% من الفضة، لكن التعديل الذي قُدم بهذا الشأن رُفض. كانت هناك تعديلات أخرى فاشلة، بما في ذلك تعديل اقترحه الكتاب المقدس لِمنع صهر العُملات الفضية من قبل العامة. كان روبرتسون عازما على منع أي تعديلات على مشروع القانون، الذي وافقت عليه لجنته بالإجماع، و باءت كل المحاولات بالفشل. وقد مُرر مشروع القانون في مجلس الشيوخ بأغلبية 74 صوتًا مقابل 9، والمعارضون هم أعضاء مجلس الشيوخ من الكتاب المقدس وغيرهم من أعضاء مجلس الشيوخ الغربيين.
ناقش مجلس النواب مشروع القانون يومي 13 و 14 يوليو 1965. كان النقاش واسع النطاق. عارض عضو الكونغرس عن ولاية أيداهو كومبتون آي وايت مشروع القانون، بعد أن أعد مخططًا يوضح تخفيض قيمة الدينار الروماني بين عامي 1 و 300، على الرغم من إنه صرح بأنه لا يتوقع أن يؤدي تخفيض قيمة العُملة إلى سقوط الحكومة. لاحظ والتر إس. بارينج من ولاية نيفادا إن وزارة الخزانة كانت تبيع الفضة لصانعي أدوات المائدة، و صرح قائلاً: "أفضل تناول الطعام باستخدام عيدان تناول الطعام بدلاً من إخراج الفضة من عُملاتنا المعدنية". انتقد سيلفيو كونتي من ولاية ماساتشوستس السير توماس جريشام بسبب الأرباح غير المشروعة عندما أنشأت البورصة الملكية في لندن، لكنه اعترف بأن قانون جريشام من شأنه مع ذلك أن يتسبب في إزاحة العُملات المعدنية الأساسية للعُملات الفضية من التداول. سأل هارولد جروس من ولاية أيوا كونتي إنه إذا كانت الولايات المتحدة تنوي تخفيض قيمة عُملاتها، فلماذا لا تعود إلى عملة الوامبوم؟ و اتُفق على تعديلات طفيفة، بما في ذلك إزالة علامة الدار من العُملات المعدنية لمدة تصل إلى خمس سنوات. كان هناك اعتراض على تعديل اللجنة الذي كان يقضي بإزالة الفضة بالكامل من نصف الدولار؛ و هُزم التعديل بنتيجة 48-94، مما ترك نصف الدولار بنسبة 40 في المائة من الفضة. اقترح عضو الكونغرس جيمس ف. باتين من مونتانا تعديلاً لجعل العشرة سنتات و الربع سنت من الفضة بنسبة 40 بالمائة؛ على الرغم من اعتراض باتمان على رفض اللجنة للفكرة، فقد مُررت في البداية بأغلبية 122 صوتًا مقابل 112. و مع ذلك، كان هذا في مرحلة اللجنة الكاملة، حصل باتمان على موافقة مجلس النواب على رفض تعديل باتين، 197-218. بعد محاولات أخرى باءت بالفشل لعرقلة مشروع القانون، طلب زعيم الأقلية في مجلس النواب، جيرالد فورد من ميشيغان، إجراء تصويت مُسجل على مشروع القانون رقم 8926، و مُرر مشروع القانون بأغلبية 255 صوتًا مقابل 151 صوتًا، حيث صوت فورد لصالحه. ثم طلب باتمان من مجلس النواب تعديل مشروع قانون مجلس الشيوخ، S. 2080، لِيعكس اللغة التي أقرها مجلس النواب، ثم أقره.
أبلغ مجلس النواب مجلس الشيوخ بأنه وافق على مشروع القانون رقم 2080. بإمكان مجلس الشيوخ، الذي كان ينظر في مشروع القانون في 15 يوليو، إما الموافقة على تعديلات مجلس النواب أو الذهاب إلى لِجنة مؤتمر، و بعد السخط على بعض تعديلات مجلس النواب- مجلس النواب قد وسع بشكل كبير عضوية اللجنة المشتركة بشأن العُملة، و كان من المُقرر أن تُقدِم توصيات بشأن التغيرات المفيدة- أقر مجلس الشيوخ نسخة مجلس النواب دون تصويت مُسجل، على الرغم من إن وارن ماجنوسون من واشنطن طلب أن يظهر السجل إنه صوت ضد مشروع القانون. أصدر الرئيس جونسون القانون رقم 2080 باعتباره قانون العُملات المعدنية لعام 1965 بتوقيعه في 23 يوليو 1965.

## الأحكام

### العنوان الأول - تفويض سك عملات إضافية (المواد من 101 إلى 108)

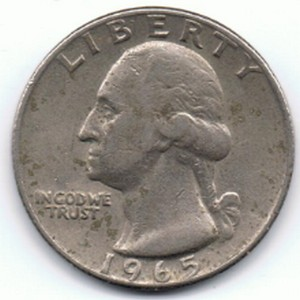
ربع دولار أمريكي من عام 1965، تم ارتداؤه على مر السنين

سَمح القسم 101 لوزير الخزانة بإصدار عُملات من فئة العشرة سنتات، الربع دولار و نصف الدولار من العُملات المغلفة، على أن يكون نصف الدولار مصنوعًا من 40 بالمائة من الفضة. طالما كان هناك نقص في العُملات المعدنية، و بإمكان دار السك أن تضرب العُملات المعدنية من فئة العشرة سنتات، الربع دولار ونصف الدولار من الفضة عيار 900، هذه السلطة كانت تنتهي بمجرد أن يشهد السكرتير بوجود إمدادات كافية من العُملات المعدنية الجديدة المتداولة، وفي كل الأحوال بعد خمس سنوات من سن القانون (و بالتالي ينتهي في 23 يوليو 1970). خلال تلك الفترة التي استمرت خمس سنوات، لم يكن من الممكن سك أي دولارات فضية قياسية.
نص القسم 102 على إن جميع العُملات المعدنية و العُملات النقدية للولايات المتحدة قانونية دون حدود، هو ما يؤكد اللغة الموجودة في قانون 12 مايو 1933. الغى هذا الجزء من قانون عام 1933 في المادة 210 لِتجنب الحجج القانونية المحتملة التي تفيد بأن المادة 102 لم تفعل شيئًا آخر غير إعادة صياغة القانون الحالي. وأعطى القسم 103 للوزير سلطة واسعة في الحصول على المعدات، الإمدادات وحقوق براءات الاختراع لتسريع إنتاج العُملات المعدنية أثناء حالة الطوارئ، مع انتهاء هذا البند مرة أخرى بعد خمس سنوات. نصت المادة 104 على إلزام السكرتير بشراء سبائك الفضة من أصل أمريكي بسعر 1.25 دولار للأونصة تروي خلال عام من الشهر الذي استخرجت فيه. وفقًا لتقرير لجنة مجلس الشيوخ بشأن مشروع القانون، كان المقصود من المادة 104 "أن تكون بمثابة تدبير احترازي لِحماية صناعة التعدين لدينا من أي تقلبات هبوطيه غير مُبررة في السوق خلال فترة الانتقال". اعتبر المعهد الأمريكي للأبحاث الاقتصادية في تقريره عن رسالة جونسون إلى الكونغرس أن هذا الحكم، الذي حددته لجنة مجلس النواب بخمس سنوات، "تدخل حكومي مستمر في سوق الفضة".
الفقرة 105 تمنح الوزير السلطة لِمنع صهر أو تصدير أو معالجة أي عُملة، إذا كان ذلك ضروريًا لحماية نقود الدولة، و تحدد عقوبة تصل إلى خمس سنوات في السجن في حال مخالفة هذا الأمر. الفقرة 106 نصت على أن العُملات التي صُدرت بموجب الفقرة 105 تُصادر لصالح الولايات المتحدة، مع منح الوزير سلطات مماثلة لتلك الموجودة في قانون الإيرادات الداخلية لتنفيذ هذه المصادرات. الفقرة 107 سُمحت للوزير بإصدار اللوائح لتنفيذ قانون سك العملة لعام 1965، بينما احتوت الفقرة 108 على تعريفات و قضايا فنية مماثلة.

### العنوان الثاني - تعديلات القانون الحالي (المواد من 201 إلى 212)
عُدل القسم 201 التشريع المتعلق بمكتب تحليل العُملات في سان فرانسيسكو للسماح بسك العُملات المعدنية هناك (كما كان الحال سابقًا عندما كان مكتب سك العُملات في سان فرانسيسكو) حتى الوقت الذي يصدر فيه السكرتير شهادة تفيد بأن دور سك العُملات في الولايات المتحدة قادرة على سك عُملات معدنية كافية لتلبية احتياجات الأمة. كما ألغى القانون أيضًا حكمًا لا يسمح بتكرير الذهب أو الفضة في منشأة سان فرانسيسكو. زاد القسم 202 المبلغ المخصص لتوسيع مرافق دار سك العُملة (بما في ذلك بناء دار سك العُملة الجديدة في فيلادلفيا) من 30 مليون دولار إلى 45 مليون دولار. القسم 9 من قانون قاعدة الذهب لعام 1900 يتطلب من وزير الخزانة صهر العُملات الفضية المستهلكة أو التي لم تعد متداولة، و إعادة سكها و تحويلها إلى عُملات جديدة؛ و ألغى هذا بموجب القسم 203 ومَنح الوزير سلطة سحب وصهر جميع العُملات المعدنية المستهلكة أو غير المتداولة دون الحاجة إلى إعادة استخدام المعدن في سك العُملات.
عدل القسم 204 قانون العُملات المعدنية لعام 1873، يتطلب ظهور سنة الضرب على العُملات المعدنية. خلال حالة الطوارئ النقدية التي حدثت عام 1965 أو ما تلاه، كان بإمكان الوزير الاستمرار في سك العُملات المعدنية التي تحمل تأريخ عام مضى، مع سك العُملات الفضية في الأزمة الحالية تحمل تأريخ عام 1964، و العُملات المعدنية المكسوة بالذهب التي تحمل تأريخ عام 1965 أو بعده. أضافت لجنة البنوك في مجلس النواب لغة إلى اقتراح جونسون، ألغت علامات دار السك على العُملات المعدنية لمدة تصل إلى خمس سنوات، باستثناء علامة دار السك "D" لمدينة دنفر على العُملات المعدنية المؤرخة عام 1964 والتي ُسكت هناك.
فوض صندوق السبائك بموجب القانون السابق داخل دار سك العُملة؛ سَمح القسم 205 بدفع ثمن مشتريات الفضة بموجب القسم 104 من هذا الصندوق. أعيد تسمية حساب آخر للدار، و هو صندوق العُملات المعدنية الصغيرة، المُستخدم لشراء النحاس و المعادن الأخرى مقابل السنتات و النيكل، إلى صندوق العُملات المعدنية بموجب القسم 206، الذي يمكن استخدامه لجميع الفئات، و قد ألغى هذا القسم الحدود القانونية على مقدار الأموال التي يمكن أن تكون في هذا الصندوق.
ألغى القسم 207 القيود العتيقة على الهدر في عمليات دار سك العُملة، وجهَ بوضع لوائح إدارية بشأن هذا الموضوع، و التي يمكن تغييرها بسهولة أكبر. ألغى القسم 208 حكمًا من قانون عام 1873 يتطلب تدمير قوالب العُملات المعدنية للوجه الأمامي، التي تحمل تأريخًا، في نهاية كل عام. القسم 209 إعادة صياغة الأحكام القانونية للسماح لوزارة الخزانة ببيع الفضة بسعر لا يقل عن 1.292929 دولار للأونصة، كما سمح لها ببيع الفضة إلى إدارات حكومية أخرى بسعر أقل. ألغى القسم 210 الحكم الصادر عام 1933 بشأن الوضع القانوني للعُملات المعدنية. كان القانون قبل عام 1965 يجعل تزوير العُملات الفضية جريمة جنائية؛ وقد عُدل هذا بموجب المادة 211 لمنع تزوير العُملات التي تزيد قيمتها عن خمسة سنتات. جعل القسم 212 استخدام العُملات المعدنية كضمان للقروض جنحة إذا أصدر السكرتير إعلانًا في السجل الفيدرالي يحظر استخدامها كضمان.

### العنوان الثالث - اللجنة المشتركة بشأن سك العملة (المواد من 301 إلى 304)
تنص المواد من 301 إلى 303 على إنشاء لجنة مشتركة بشأن العُملات في السلطة التنفيذية، برئاسة وزير الخزانة. كان من المقرر أن تشمل عضويتها وزير التجارة، مدير الميزانية، مدير دار سك العملة، ستة أعضاء من مجلس النواب، ستة من مجلس الشيوخ، و ثمانية أعضاء من الجمهور يعينهم الرئيس. إذا ترك أحد أعضاء اللجنة المنصب الذي يؤهله للعضوية، فإنه سيترك اللجنة أيضًا. لا ينبغي لأعضاء الجمهور أن يكون لديهم أي تضارب في المصالح المالية.
كُلِّفت اللجنة المشتركة بتقديم تقرير عن تنفيذ قانون سك العُملة لعام 1965، و تقديم توصيات من وقت لآخر إلى الرئيس، وزير الخزانة، و الكونغرس. كانت المسائل التي تدخل ضمن نطاق اختصاصها تشمل التقدم التكنولوجي، و حاجة الاقتصاد إلى العُملات المعدنية، و ما إذا كان ينبغي للولايات المتحدة أن تستمر في الحفاظ على سعر الفضة، و ما إذا كان ينبغي سك الدولار الفضي مرة أخرى. خصص القسم 304 الأموال التي قد تكون ضرورية لتنفيذ قانون سك العُملة.

## العواقب

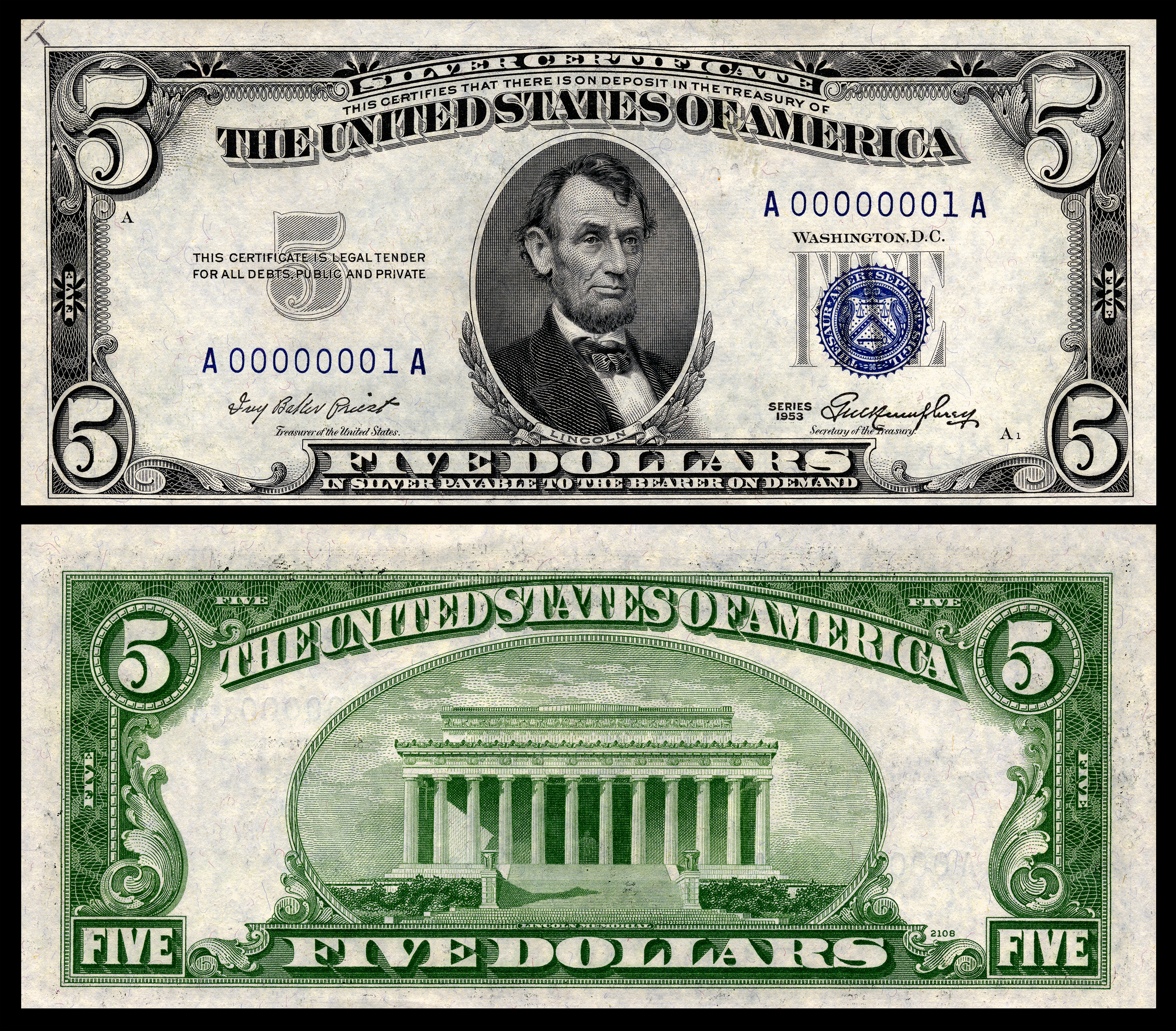
شهادة فضية بقيمة 5 دولارات، لم تعد قابلة للاسترداد في الخزانة

بدأت دار سك العُملة في سك أولى العُملات المعدنية المطلية بتأريخ 1965، فئة الأرباع، في 23 أغسطس من ذلك العام، مما يجعلها أول عُملات أمريكية تحمل هذا التاريخ. بحلول نوفمبر/تشرين الثاني 1965، مع بداية موسم التسوق لعيد الميلاد، لم يكن لدى بنك الاحتياطي الفيدرالي سوى 15 مليوناً فقط من الأرباع الفضية القديمة في الاحتياطي. في ذلك الشهر، أصدرت الدار أكثر من 230 مليون قطعة نقدية جديدة، و أعلنت أنه يصدر عدد مماثل كل شهر. يمثل هذا الرقم أربعة أضعاف الإنتاج الشهري القياسي السابق. صدرت العُملات الجديدة من فئة العشرة سنتات و نصف الدولار في أوائل عام 1966، و هو الوقت الذي زاد فيه التدفق إلى بنك الاحتياطي الفيدرالي لجميع الفئات التي ضُربت باستثناء نصف الدولار. فشلت هذه الفئة في العودة إلى التداول، حيث استمر سحبها. استمرت دار سك العُملة في سك القطع الفضية التي يعود تأريخها إلى عام 1964 بموجب قانون العُملات حتى عام 1966، أعلن السكرتير فاولر أن "نقص العُملات قد انتهى". في يوليو 1966، أعلنت وزارة الخزانة أن العُملات المعدنية التي سُكت بعد الأول من أغسطس 1966 سوف تحمل تأريخ سكها.
استمرت مخزونات الفضة لدى الخزانة في الانخفاض طوال عام 1966 حاولت الحكومة الحفاظ على سعر الفضة عند 1.2929 دولار. عقدت اللجنة المشتركة المعنية بالسك، التي نشأت بموجب قانون السك، اجتماعها الأول في مايو/أيار 1967 للتوصية بكيفية التعامل مع الوضع. بناء على توصيتها، أوقفت وزارة الخزانة المبيعات التي اعتبرتها مضاربة، و للمشترين الأجانب، في محاولة لتزويد الصناعة الأميركية فقط بهذا السعر، مما أدى إلى نظام تسعير مزدوج المستوى للفضة. كما استندت إلى سلطتها بموجب قانون العُملات المعدنية لمنع صهر أو تصدير العُملات الفضية. في يونيو 1967، حصلت على تشريع يجعل شهادات الفضة غير قابلة للاستبدال بالسبائك بعد مرور عام. بعد الاجتماع الثاني للجنة المشتركة، في يوليو 1967، أعلنت وزارة الخزانة إنها لن تحاول بعد الآن الحفاظ على سعر 1.2929 دولار، يمكنها توفير الإمدادات للأمة حتى لو اختفت جميع العُملات الفضية المتبقية من التداول، كما حدث قريبًا. بحلول الوقت الذي انتهت فيه عمليات استرداد شهادات الفضة في 24 يونيو/حزيران 1968، ارتفع سعر الفضة إلى 2.56 دولار للأونصة. على الرغم من إن اللجنة المشتركة صوتت في ديسمبر/كانون الأول 1968 على التوصية بجعل الحظر المفروض على صهر أو تصدير العُملات الفضية دائماً، فقد أعادت النظر في الأمر، في مارس/آذار 1969 رُفع الحظر. في نوفمبر/تشرين الثاني 1969، غادرت الحكومة سوق الفضة، قامت بإجراء مبيعاتها النهائية من السبائك إلى دار فرانكلين للسك. عادت علامات الدار إلى العُملات المعدنية في عام 1968. أصبحت العُملات المعدنية الجديدة تُعرف بِشكل مُهين باسم "سندويشات جونسون" بسبب زخارفها النحاسية الداخلية.

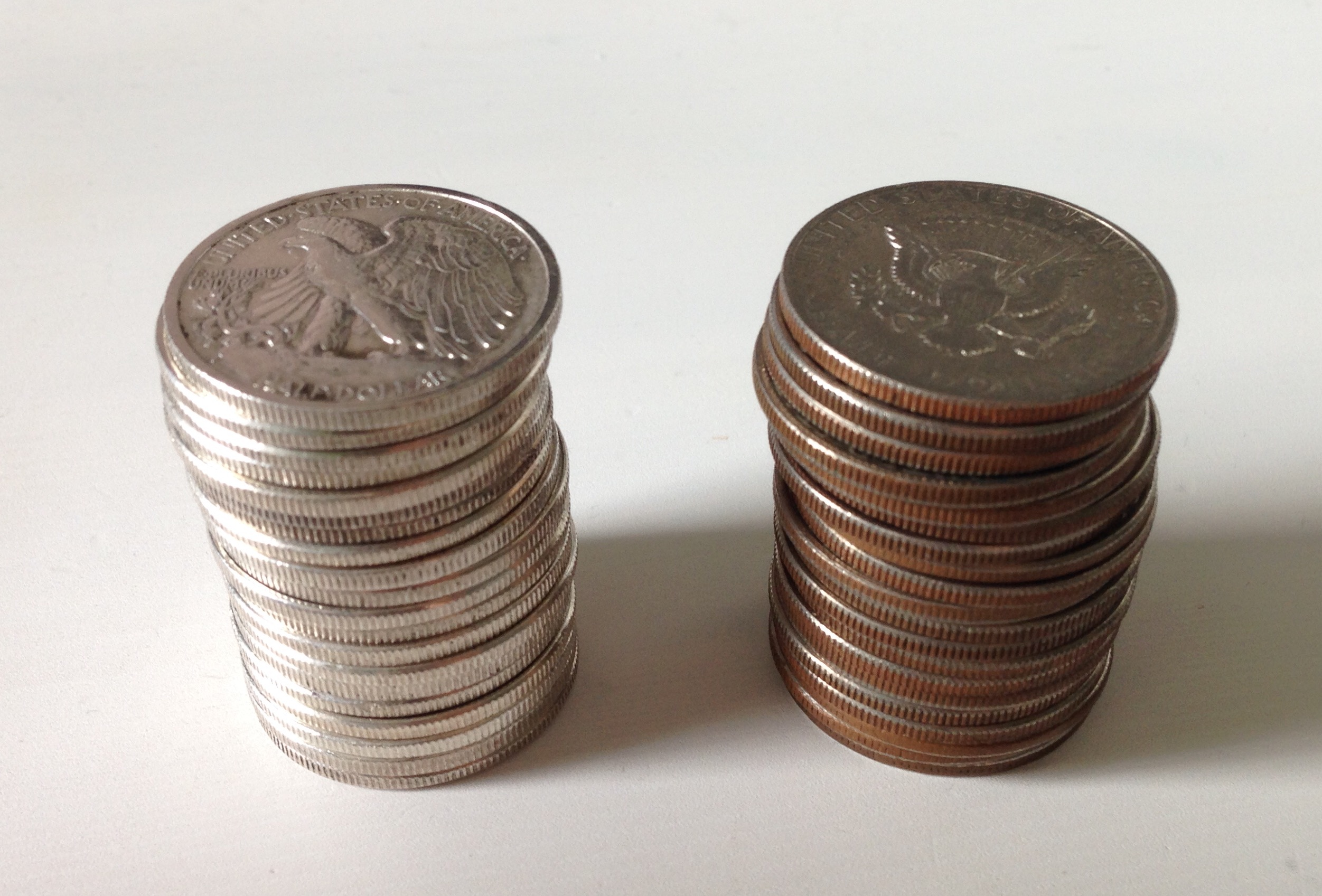
يمكن رؤية إلغاء الفضة من عملات نصف الدولار المتداولة اعتبارًا من 31 ديسمبر 1970 بالتفصيل من خلال هذه المجموعات من عملات نصف الدولار Walking Liberty وعملات كينيدي ما بعد عام 1970؛ يمكن التعرف على العملات المعدنية المكسوة على اليمين على الفور حيث يمكن رؤية أنويتها النحاسية على الحواف.

مع اقتراب نهاية حظر قانون سك العُملة لمدة خمس سنوات على سك الدولارات الفضية في عامي 1969 و 1970، أراد العديد في الكونغرس إصدار دولار فضي جديد يحمل صورة الرئيس المتوفى مؤخرًا دوايت د. أيزنهاور. كانت القيمة المنصهرة لنصف الدولار الجديد المصنوع جزئياً من الفضة قد اقتربت من قيمتها الاسمية، في عام 1969، أوصت اللجنة المشتركة بإزالة هذا المعدن من النصفين. ثبت أن المعركة حول ما إذا يجب إدخال الفضة في الدولار المقترح مثيرة للجدل، ولم يتوصل إلى حل إلا في 31 ديسمبر/كانون الأول 1970، عندما وقع الرئيس ريتشارد نيكسون على تشريع لتداول نصف دولار ودولار أيزنهاور، كلاهما خاليان من الفضة، مع السماح أيضًا بإصدارات من الدولار لهواة الجمع تحتوي جزئيًا على الفضة. وسمح نفس مشروع القانون ببيع الدولارات الفضية القديمة المتبقية في مخزونات الحكومة، و العديد منها من دار سك النقود في كارسون سيتي. سُك الدولار و نصف الدولار المعدنيين الأساسيين بداية من عام 1971. فشل كلاهما في التداول: "دولار أيك" بسبب حجمه، ونصف الدولار لأن مكانته في التجارة فقدت أثناء غيابه الطويل.